# Bruce Thomas

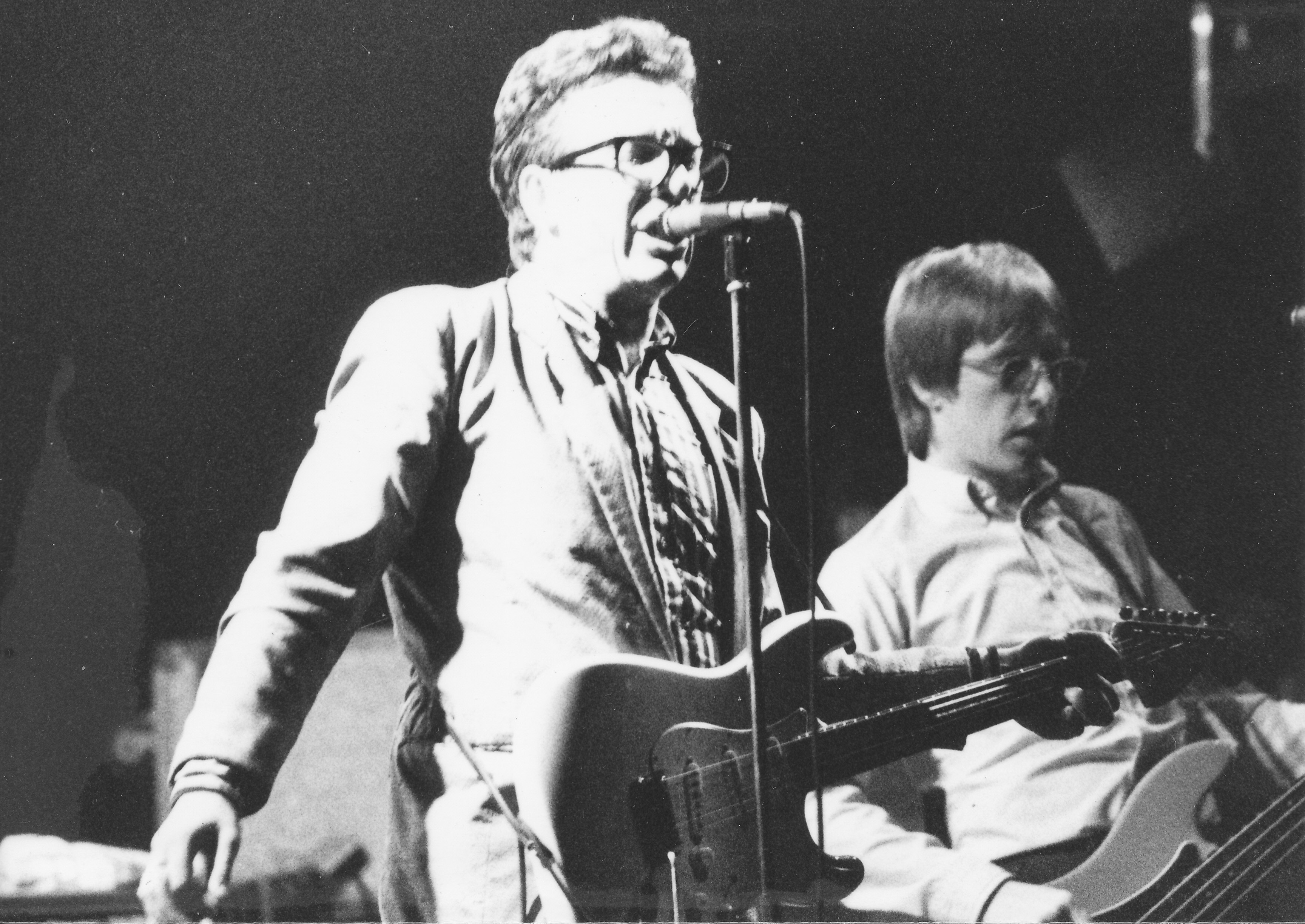
Bruce Thomas (rechts) und Elvis Costello (links) 1980

Bruce Thomas (* 14. August 1948 in Stockton-on-Tees, England) ist ein englischer Rock-Bassist, der vor allem durch Elvis Costello & The Attractions bekannt ist, denen er von 1977 bis 1986 ständig und bis 1996 sporadisch angehörte.
Er veröffentlichte mehrere Bücher, so 1990 The Big Wheel und 2015 Rough Notes.

## Werdegang
Nach dem Gymnasium arbeitete Thomas als angehender Gebrauchsgrafiker bei der örtlichen Zeitung Evening Gazette. Nachts spielte er Bass in lokalen Bands seiner Heimatstadt. Er schloss sich den Roadrunners an, mit Paul Rodgers und Micky Moody. 1966 zog die Band nach London; wegen des geringen Erfolgs trennte sich die Band schließlich. Anfang der 1970er spielte er mit Quiver, The Sutherland Brothers und Al Stewart.
Seine melodische Bassarbeit mit Elvis Costello brachte Thomas größere Aufmerksamkeit. Zwischen 1978 und 1986 veröffentlichten Elvis Costello & The Attractions 10 Studioalben und tourten ausgiebig.
1987 zerstritten sich Bruce Thomas und Costello. Thomas nahm für Billy Bragg, Suzanne Vega und Tasmin Archer auf. 
1990 veröffentlichte er sein erstes Buch The Big Wheel, die von Costello und The Attractions erzählt, ohne Namen zu nennen – Costello wird als „der Sänger“ bezeichnet. Verärgert über das Buch, antwortete Costello 1991 mit dem Song How To Be Dumb auf seinem Album Mighty Like a Rose.
Trotz des Streits wurde Costello vom Co-Produzenten Mitchell Froom überredet, Bruce Thomas einzuladen, 1994 fünf Titel auf dem Album Brutal Youth zu spielen. Es folgte eine Tour mit The Attractions und ein weiteres Album All This Useless Beauty (1996). Gegen Ende der zweiten Tour kündigte Costello an, dass er sich von der Gruppe trennen werde, sobald die Tour beendet sei. Costello sagte 1998 über Bruce Thomas: „Er ist einfach ein Riesenarschloch. Immer schon gewesen. Großartiger Bassist, aber eine schreckliche Nervensäge.“

## Auszeichnungen
2003 wurde Elvis Costello & The Attractions in die Rock and Roll Hall of Fame aufgenommen. Bruce Thomas kam mit seinen ehemaligen Bandkollegen auf die Bühne, spielte aber nicht mit ihnen. Costello sagte dazu: "Ich arbeite nur mit professionellen Musikern."

## Veröffentlichungen
- The Big Wheel. Helter Skelter Publishing, 1990, ISBN 978-1900924535.
- Rough Notes. 2015, ISBN 1508919925.